# فأر بني
فأر بني (الاسم العلمي:Scotinomys) هو جنس من الحيوانات يتبع فصيلة الفأرية من رتبة القوارض.

## أنواع
- فأر بني ألستوني (الاسم العلمي:Scotinomys teguina)
- فأر بني شريكي (الاسم العلمي:Scotinomys xerampelinus)